# Berenguer de Cruïlles

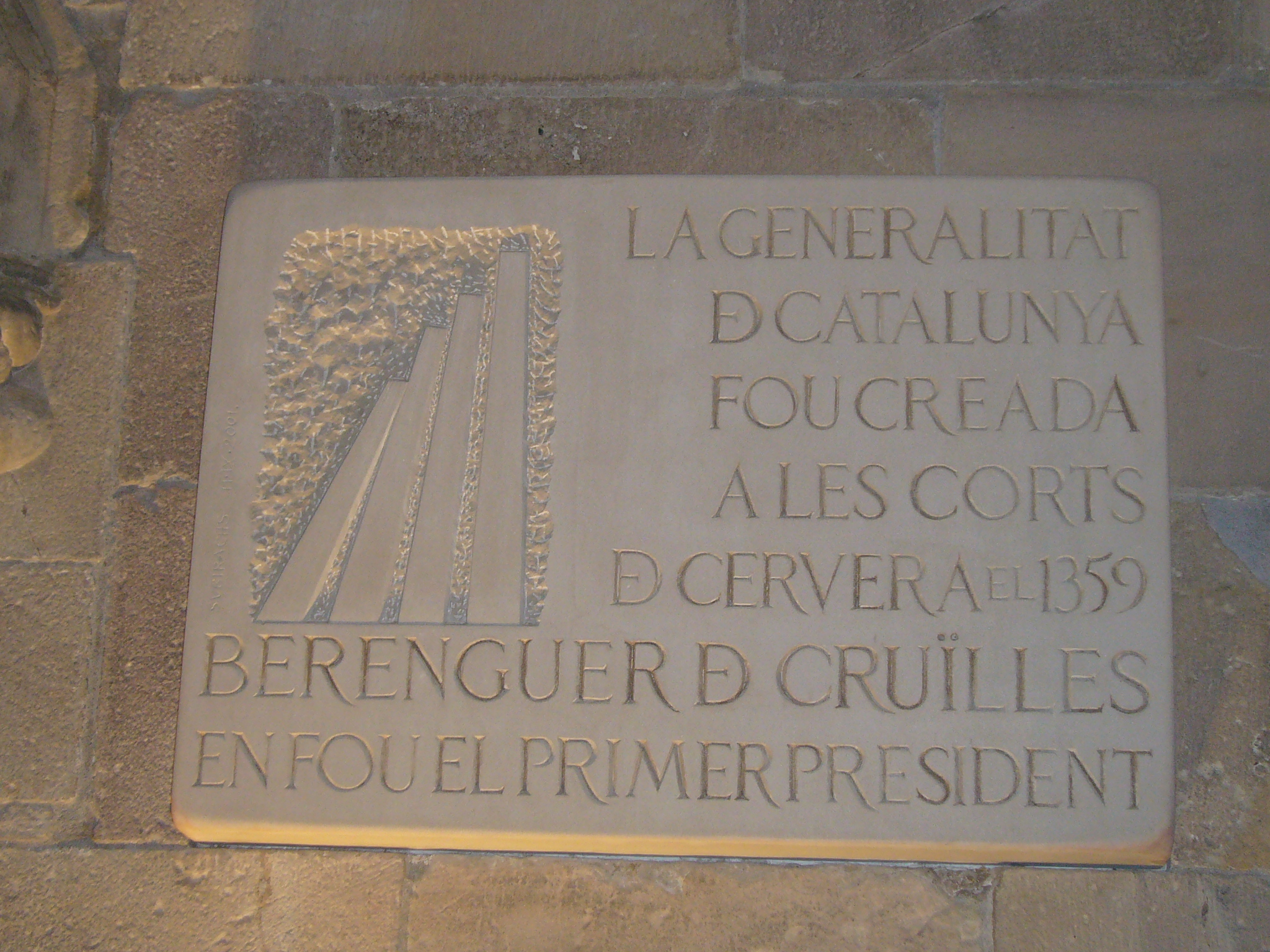
Menció a Berenguer de Cruïlles, primer president de la Generalitat de Catalunya al Pati dels Tarongers del Palau de la Generalitat.

Berenguer de Cruïlles (Peratallada, 1310 – Barcelona, estiu de 1362) fou bisbe de Girona (1349-1362) i el primer president de la Generalitat de Catalunya (1359-1362), nomenat per les Corts de Cervera.
Els historiadors consideren probable que Berenguer de Cruïlles tingués els orígens familiars a Cruïlles, el seu pare fos Bernat de Cruïlles i de Peratallada i la seva mare Gueraua de Cabrera, malgrat l'absència de proves documentals. Culminant la seva carrera eclesiàstica, succeí Arnau de Mont-rodon com a bisbe de Girona. Enèrgic, defensor de la inquisició i preocupat per l'heretgia, fou bisbe en un període marcat per les guerres constants i els efectes de la pesta negra, que suposà la mort d'un terç de la població.
Fou escollit primer representant del braç eclesiàstic del que en aquell moment s'anomenava Diputació del General de Catalunya i més endavant passaria a dir-se Generalitat de Catalunya. Des de la presidència d'aquesta institució, vetllà pel compliment de l'acord que la Cort de Cervera havia signat amb el monarca Pere III el Cerimoniós per ajudar-lo en la guerra dels Dos Peres (1356-1369), i que comportava la substitució dels impostos arbitraris anteriors a un únic impost legal i estable. Bon diplomàtic, es conserven moltes de les seves cartes i es coneixen les seves accions decidides en contra de la corrupció de l'època, actuant amb duresa davant casos concrets, establint el cobrament dels subsidis a través d'un síndic local o impulsant la redacció del Llibre verd dels feus.

## Família
Gairebé no es conserva cap informació anterior a la seva elecció com a bisbe. Diversos historiadors apunten que nasqué a Peratallada cap al 1310 i que és molt probable que el seu pare fos Bernat de Cruïlles i de Peratallada, senyor de les baronies de Peratallada i de Cruïlles. Els Cruïlles eren una de les principals famílies nobiliàries del bisbat de Girona, originaris de Cruïlles. La família s'havia establert al palau de Peratallada després de l'enllaç entre Gilabert de Cruïlles i Guillema de Peratallada, a mitjan segle xiii.
El que és molt probable que fos el seu pare tingué diversos càrrecs de responsabilitat. Fou portaveu de general governador de València fins al 1315. Nomenat batlle de Barcelona el 1282, participà en la campanya de Calàbria de 1283 prenent Seminara i tornà amb el rei a Catalunya, a qui acompanyaria al desafiament de Bordeus. Lluità en la defensa de Catalunya durant la Croada contra la Corona d'Aragó.
El 1288 Bernat fou nomenat alcaid de Siurana. Més tard topà amb Jaume II el Just, i el 1294 estigué pres per la seva actuació contra els templers de Palafrugell. Reconciliat amb el rei participà en la conquesta del Regne de Múrcia i com a almirall a la Croada d'al-Mariyya. El 1312 i el 1319-21 fou procurador general de València, on obtingué del rei l'hospital del Temple en 1312 i el domini de Barxeta. El 1315 el rei li confiscà els feus de l'Empordà, i el 1316 atorgà carta de poblament a Benifallim.
Pel que fa a la vida familiar de Bernat de Cruïlles, el 1277 es casà amb Elisabet Dionís, una parenta de Violant d'Hongria que morí el 1298. Uns anys després, el 1305, es casà amb Gueraua de Cabrera, probablement la mare de Berenguer de Cruïlles.

## Bisbe de Girona

### Predecessor

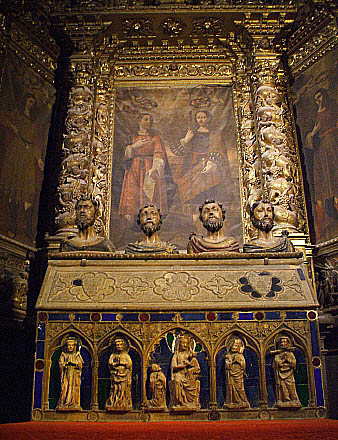
La capella dels Quatre Sants Màrtirs de Girona fou projectada pel predecessor de Berenguer de Cruïlles, el bisbe Arnau de Mont-rodon

El seu predecessor fou el bisbe Arnau de Mont-rodon (1334 o 1335 - 1348), de qui Berenguer de Cruïlles degué aprendre la importància de la diplomàcia i la necessitat de lluitar contra la corrupció. A Arnau de Mont-Rodon li havien dipositat la confiança per a recaptar els impostos papals i reials, el que ajuda a entendre la preocupació i serietat de Berenguer en aquestes tasques. El predecessor de Berenguer de Cruïlles fou expulsat per Pere el Cerimoniós el 1342 per haver-se oposat al fet que els homes d'església anessin a la guerra, tot i que el rei, excomunicat, va fer marxa enrere.
Arnau també destacà per reprendre la tradició de fer resolucions sinodals i per incrementar les visites pastorals personals. Les funcions d'un bisbat al segle xiv sobrepassaven les purament religioses, per exemple les visites pastorals implicaven una correcció, una acció legislativa, una inspecció i un seguiment. Els últims dos anys de la seva vida una llarga malaltia l'impedí de treballar amb plenes condicions i s'hagué de servir de bisbes auxiliars. El 1357, Berenguer de Cruïlles va fer una donació econòmica per tal de finalitzar un retaule d'or i argent per a la catedral de Girona, començat pel seu predecessor, fet que pot indicar el seu respecte i estima per Arnau, a qui havia ajudat com a vicari general des del primer moment. En aquesta obra apareix el bisbe Berenguer de Cruïlles representat com a donant, al costat d'un àngel, en l'única imatge conservada coneguda.

### Nomenament

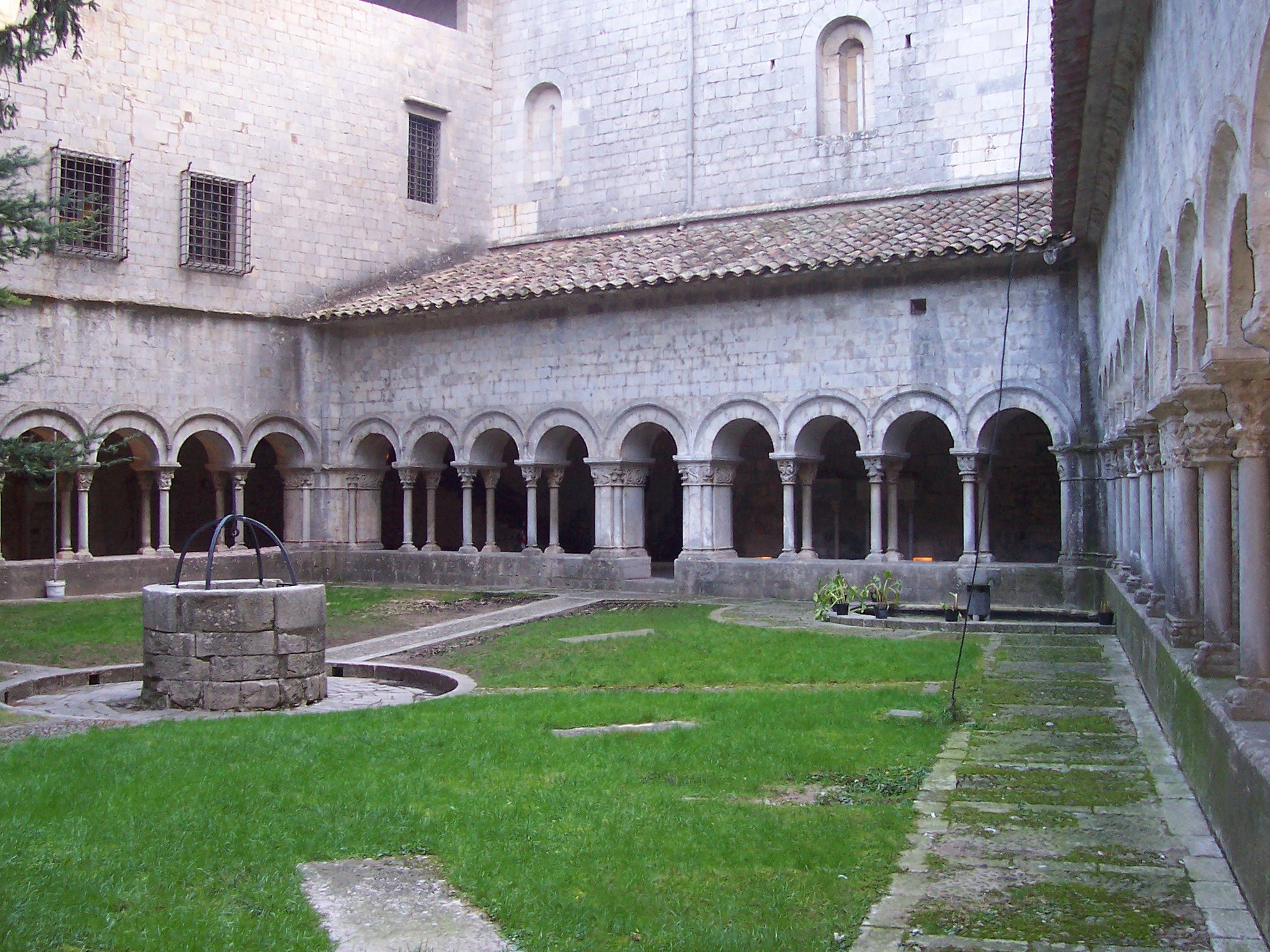
Imatge actual del claustre de la catedral de Girona construït al

Berenguer de Cruïlles havia estat membre del clergat de la Seu de Girona des del 1321, canonge el 1330, cabiscol el 1334 o el 1336. També fou abat de Sant Feliu de Girona des del 1342. Durant una primera etapa es dedicà a l'administració corrent de pabordies i de la seva família. Va ser nomenat bisbe el 3 de desembre de 1348 i consagrat pel papa Climent VI el 22 de març de 1349. Perquè l'ajudessin al capdavant del bisbat escollí com a vicari general Galceran de Montcorb, a qui promogué a prevere del capítol, i de visitador Arnau Tremir, carmelita i bisbe Galtellinensis.
De les seves cartes com a bisbe es desprèn que tenia un caràcter "enèrgic, extravertit i fins i tot intemperant en el parlar". De les abundants autocorreccions que s'han trobat a les seves cartes se'n deriva que era un "home de ploma i taula de despatx". Potser és per això que no es conserva cap document sobre cap visita pastoral, malgrat que sí que se sap que celebrà sínodes i prengué decisions sobre la vida de la diòcesi. Per exemple el 1355 ordenà que els mestres incloguessin els continguts de la doctrina catòlica tan aviat com els alumnes aprenguessin a escriure.

### Mandat
Berenguer actuà com un ferm defensor de la inquisició, molt més preocupat per l'heretgia que el seu predecessor. Presumirà d'haver detectat amb Nicolau Rossell més de 500 heretges al bisbat i escriurà que protegir un heretge és símptoma d'heretgia. També aplaudirà la feina de Nicolau Eimeric, tot i que en diverses ocasions s'hi oposarà per impedir-li de turmentar persones del bisbat de Girona. Considerava que les blasfèmies o la manca d'assistència a missa eren motius per sospitar d'error en la fe.
Algunes de les seves acusacions d'heretgia i posteriors excomunions es poden atribuir a una voluntat de retornar a l'ortodòxia després de l'ambient enrarit provocat per les mortaldats de 1347-1351 que afectaren a més d'un terç de la població del país, o una estratègia per desarmar resistències davant la seva autoritat. Les conseqüències de la pobresa també apareixen en les acceptacions per part del bisbe de grups de jueus conversos. En aquests casos, el bisbe els demanava que abandonessin els ensenyaments jueus i es convertissin a Crist, però no evitava d'esmentar la seva pobresa extrema i els concedia llicències per a pidolar.
Per tal de guanyar-se el favor papal, sabent que al pontífex li agradava que els seus súbdits es reconeguessin "fills d'obediència" davant els seus mandats, a les cartes Berenguer de Cruïlles es titulava apostolicae sedis gratia i devota creatura, a diferència dels seus antecessors, que només deien que eren bisbes per la gràcia de Déu. Aquest petit element és significatiu per entendre els seus dots diplomàtics. Malgrat aquest ús protocol·lari, el bisbe no va estar-se de demanar al Papa que revoqués l'obligació d'enviar una multitud de beneficis diocesans a Avinyó, malgrat que el pontífex no cedí. Aquesta diplomàcia tampoc li serví per evitar constants enfrontaments amb la noblesa, entre altres qüestions, per haver estat molt rígid en mantenir l'excomunió del Comte Ramon Berenguer I d'Empúries, oncle del rei d'Aragó Pere el Cerimoniós.

## Corts de Cervera

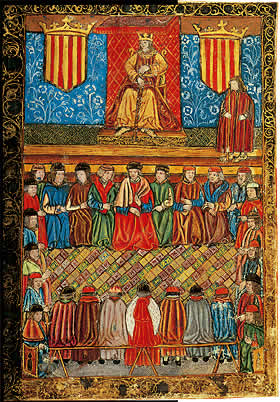
Les Corts Catalanes segons una miniatura d'un incunable del segle XV

La convocatòria de les Corts de Cervera per part del rei per afrontar la Guerra dels dos Peres que enfrontà Castella contra Aragó (1356-1375) marca l'inici de la Diputació del General. El rei necessitava homes i diners com mai i les corts es reuniren a Perpinyà el 1356, a Lleida el 1357 i a Barcelona el 1358 per estudiar com afrontar les seves demandes. Des d'aquest moment les Corts s'han celebrat de manera ininterrompuda.
El 1359 no existia la figura d'un president com es coneix al segle xxi, sinó que hi havia representants dels braços eclesiàstic, militar i reial. En totes les llistes existents del personal de la Diputació del General de Catalunya el primer nom que apareix és el de Berenguer de Cruïlles, el que demostra una funció preeminent en l'organisme estamental medieval. En rigor, fou el primer diputat eclesiàstic de la comissió elegida per a recollir i administrar el donatiu al rei per afrontar els costos de la guerra amb Castella, que havia de fer recaptar periòdicament l'impost i evitar la corrupció dels senyors i oficials reials.

### Anys previs

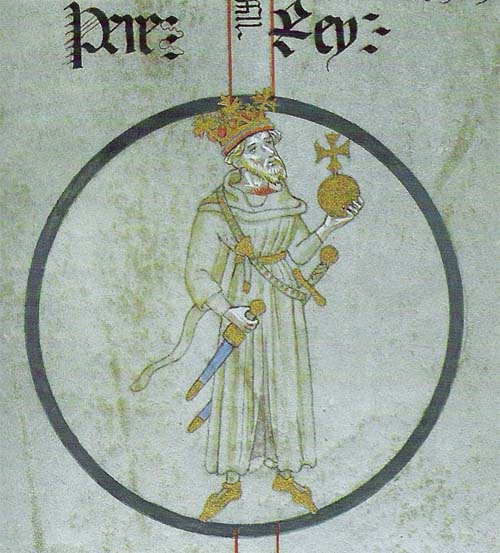
Miniatura de Pere III el Cerimoniós, l'amistat del qual marcà decisivament la carrera política de Berenguer de Cruïlles

Abans de la seva elecció com a president tenim notícia de diverses actuacions que evidencien el perfil polític de Berenguer de Cruïlles mostrant la seva facilitat a guanyar-se el rei en les negociacions, la seva sensibilitat vers un poble pobre carregat d'impostos, la seva voluntat de posar fi a la corrupció, la seva capacitat per a prendre decisions estratègiques i la seva facilitat per emprendre iniciatives impopulars amb èxit.
Després de les Corts de Perpinyà, que s'allargaren del 30 de juny a l'11 de setembre del 1356, el rei passà per Girona i es trobà amb Berenguer de Cruïlles. Si bé el conflicte amb Castella encara no havia esclatat, el rei necessitava recursos per afrontar amb garanties la guerra amb Gènova i la insurrecció sarda. Les negociacions amb Berenguer prosperaren i el rei acabà acceptant que els ciutadans del seu bisbat no haguessin d'anar a la guerra, eximint-los de l'anomenat dret d'host i cavalcada, a canvi de rebre un total de 60.000 sous distribuïts entre els homes que decidissin no anar al conflicte. El bisbe vetllà pel compliment de l'acord i l'acció dels procuradors reials. Fins aquell moment el rei no havia trobat ningú de paraula que li aconseguís els diners que demanava. Les 70.000 lliures que el braç reial de les Corts de Lleida havia acceptat de pagar al rei mai foren recaptades, per una treva. I a les Corts de Barcelona el braç militar només es comprometé a atorgar 13.000 lliures al rei.
El bisbe fou testimoni dels freqüents abusos dels senyors laics que s'aprofitaven dels homes d'església, i se'n queixà diplomàticament a oficials del sotsveguer de Besalú, a la comtessa d'Osona, al comte i a la comtessa d'Empúries, al vescomte de Rocabertí i a Guillem sa Riera, senyor de Vulpellac.
Quan els castellans van atacar Barcelona, Sant Feliu de Guíxols i Palamós, Pere III el Cerimoniós obligà tothom a prendre les armes. En aquest episodi el bisbe Cruïlles va defensar la marina de Sant Feliu amb 5.000 homes d'església, però no perdé el món de vista per la guerra. Amb visió de futur i tenint en compte les dificultats econòmiques del moment, va decidir també defensar les collites del 1359, tolerant que alguns homes d'església no anessin a la guerra mentre els castellans atacaven la marina. Després d'aquest fet el rei li imposà una multa de 1.000 lliures, que en un primer moment pagà de la seva butxaca, mentre imposava penes als qui maltractaven els qui no havien anat a lluitar.
Es mostrà preocupat davant la pèrdua de llibertats eclesiàstiques per la pressió fiscal i bèl·lica del rei. Per a solucionar-ho demana un nou impost als homes d'església, a qui exigeix 8 sous de contribució per la guerra demandats per la reina Elionor de Sicília. Aquest impost se suma als 20 sous de les Corts de Barcelona del 1358 i a les 1.000 lliures a repartir entre els qui no havien lluitat. La indignació que provocà fou gran, tal com denuncià l'abat de Ripoll que, malgrat haver-se beneficiat de la guarda de les collites, considerava que pagar les 1.000 lliures havia estat innecessària, gratuïta i significava perdre la immunitat eclesiàstica. El bisbe de Girona sortí airós de l'acusació, pagant el menys possible i amb contrapartides, però aquest episodi demostrà la capacitat del bisbe de prendre la iniciativa, el que molestava els braços eclesiàstics, per la càrrega fiscal, i militar, ja que el bisbe cobrava els impostos directament privant als nobles de recaptar impostos en benefici propi.

### Elecció
Tan bon punt tingué coneixement de la convocatòria de les Corts de Cervera, Berenguer de Cruïlles inicià un conjunt de contactes que li van permetre encarar les Corts com el líder del braç eclesiàstic que coneixia de primera mà la situació i sabia com posar-hi remei. Convençut que calia pagar, considerava que el rei no podia procedir de forma arbitrària ni deixant la recollida del subsidi als oficials reials o als nobles. Per exposar la situació i buscar vies de solució convoca els abats a les Corts i els demana bèsties per preparar una entrevista amb el rei. Puig Oliver i Marquès Planagumà consideren probable que el bisbe en algun moment es trobés amb el rei per a pactar una situació beneficiosa per ambdues parts després d'obtenir el suport dels abats, el capítol de la Seu, l'abat i el capítol de Sant Feliu, la resta de la jerarquia diocesana i l'arquebisbe de Tarragona Pere de Clasquerí, el que l'hauria convertit en l'home que el rei necessitava.
La Cort reunida a Cervera el 1359 nomenà els 12 diputats repartits entre el braç eclesiàstic, militar i reial, i quatre consellers per a cada braç. Pel que fa al braç eclesiàstic, el primer nomenament fou el de Berenguer de Cruïlles, bisbe de Girona. Del març de 1359 es conserva una carta on el bisbe s'atreveix a criticar durament la burocràcia reial catalano-aragonesa per retenir una carta del rei dirigida a ell. Aquest coneixement de l'administració reial demostra que des de molt abans de la seva elecció el bisbe de Girona havia tingut diverses trobades amb el rei.
Els altres diputats que formaren el braç eclesiàstic i, per tant, els seus companys en l'acció de govern, foren Pere Arnau de Parestortes, prior de Catalunya de l'Orde de l'Hospital; Romeu Sescomes, paborde de Tarragona, i Arnau de Busquets, doctor en decrets i canonge de Barcelona. Els consellers del braç eclesiàstic eren Pere de Clasquerí, arquebisbe de Tarragona; Hug Desbac, bisbe d'Urgell; Guillem Arnau de Patau, degà d'Urgell; i Galcerà de Montcorb, oficial de Girona.
Pel que fa al braç militar els escollits foren Bernat II de Cabrera, comte d'Osona, cavaller; Hug de Cardona, vescomte de Cardona, donzell; Ponç d'Altarriba, cavaller; i Ramon de Peguera, donzell. Finalment, els administradors del braç reial serien Pere Desplà, ciutadà de Barcelona; Pere de Carcassona, ciutadà de Lleida; Francesc Pavia, ciutadà de Girona; i Pere Borró, burgès de Perpinyà.

### Acords

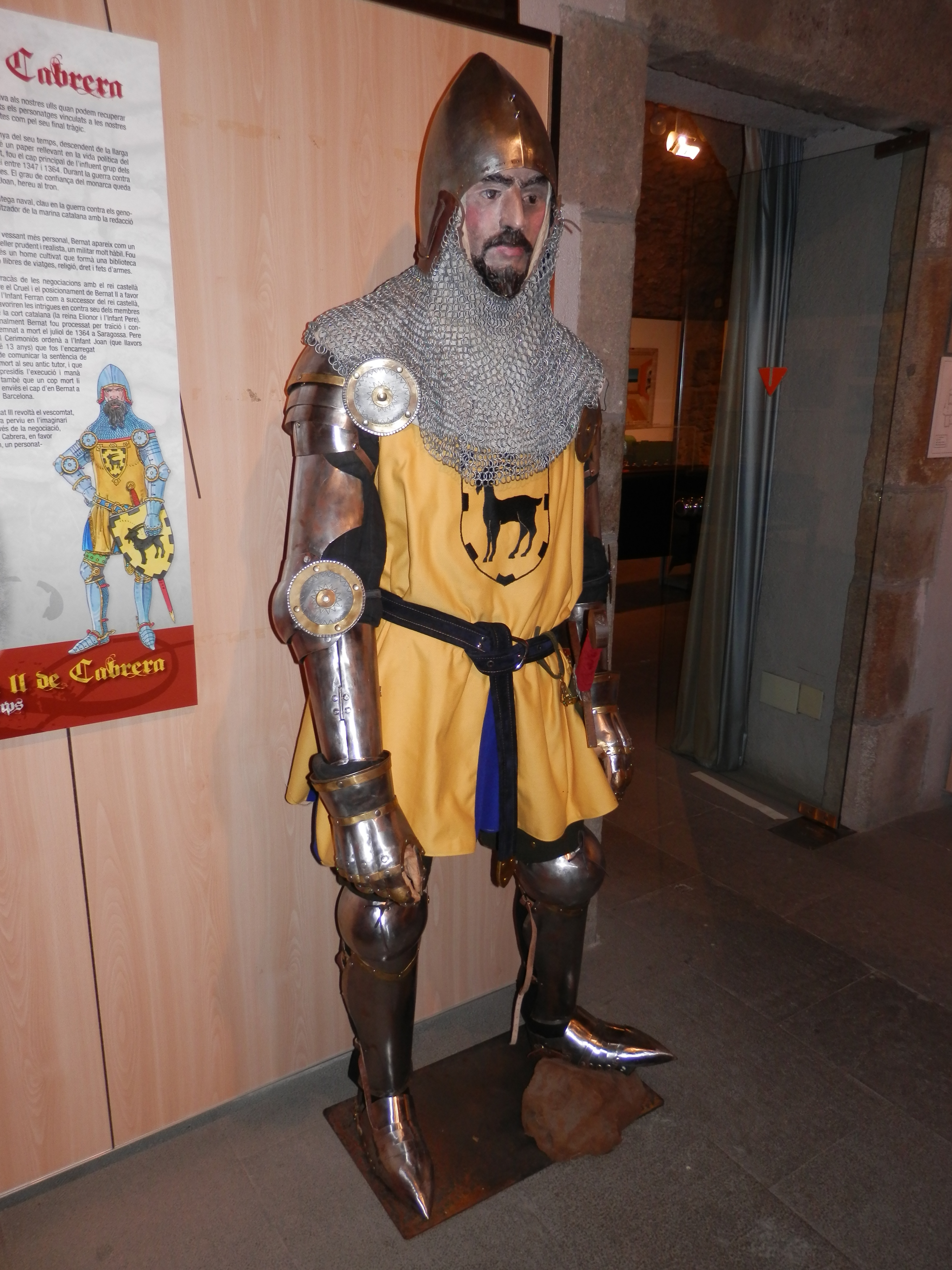
Reproducció de la indumentària de Bernat II de Cabrera al Museu Etnològic del Montseny, La Gabella.

A les Corts de Cervera s'assolí el compromís de donar 144.000 lliures al rei durant dos anys, el que es convertí en l'encàrrec primordial dels diputats. El braç reial n'aportaria la meitat i entre l'eclesiàstic i el militar l'altra meitat. Per primera vegada cada braç administraria el donatiu de forma autònoma, el recolliria i liquidaria. Dels documents es deriva que l'eficient gestió en la recollida del donatiu acordat el 1356 amb el rei fou tinguda en compte en l'elecció. Aquest fet obligà al monarca a cedir poder a la Cort i significà un increment de la confiança mútua.
Els braços reial, militar i eclesiàstic lliuraren els donatius al rei el 18 de desembre. El 19 de desembre Pere III anul·là els abusos dels oficials contra els qui no havien anat a lluitar en l'enfrontament amb castellans de Pere el Cruel, i suprimí l'impost de 8 sous, una iniciativa que Bernat de Cruïlles ja havia proposat als abats en la seva carta del 26 de setembre. L'endemà, 20 de desembre, el rei retirà la prohibició d'acudir a la justícia eclesiàstica. D'aquesta manera un impost legal i estable pactat a les Corts amb les garanties necessàries substituïa els tres impostos improvisats anteriors, el que donava estabilitat a la situació i havia de contribuir a parar els peus a Castella en un moment que es percebia com a molt complicat.

## President

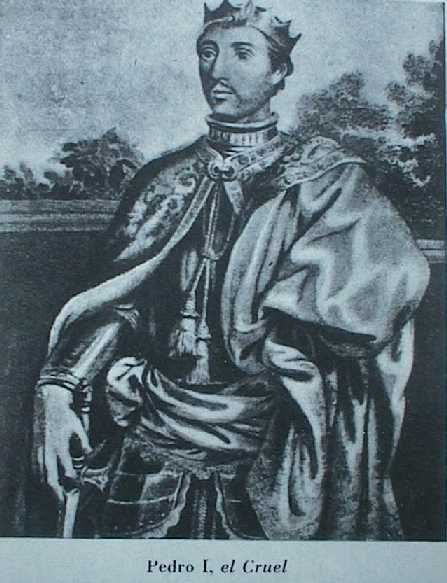
Imatge de Pere el Cruel de Castella. El seu atac a mitjans del motivà la formació de la Generalitat de Catalunya.

Després de l'elecció viatjà de Cervera a Girona, i el 7 de març de 1360 nomenà els notaris Francesc Viader i Berenguer Guerau en tant que diputat a les Corts perquè preveia que tindria més feina per la seva feina com a diputat de les Corts. Ells foren els responsables d'un descuit històric que permet conèixer molts detalls de les accions de govern de Berenguer de Cruïlles. La informació que se'n conserva pel que fa a la seva tasca al davant de la Diputació del General parteix principalment dels 85 documents que se n'han conservat, que es trobaren entre altres documents episcopals, malgrat la petició explícita de la Cort de Cervera que s'eliminessin. Probablement s'han conservat perquè la institució feia les primeres passes i no es podria preveure l'interès que podrien tenir aquests documents per als historiadors segles després.

### Recaptació d'impostos
Berenguer de Cruïlles impulsà nous mecanismes per aconseguir el cobrament regular de l'impost. Per això decidí elaborar el fogatge o llistat d'habitants que demanà el rei. Però també treballà contra la corrupció i la creació d'impostos arbitraris. Experimentaren les conseqüències d'aquestes polítiques els oficials reials, alguns dels quals serien excomunicats perquè perseguien executant penyores i imposant penes arbritràries o abusives. Però el bisbe també excomunicà els parroquians que no pagaven o ho feien fora de termini. Per a resoldre les excomunions s'havia de pagar una multa. Aquesta fou una de les conseqüències de l'increment de la seva autoritat arran de les Corts de Cervera.
Els braços eclesiàstic i militar havien decidit dotar-lo d'autoritat per a rebre i administrar l'ajuda que aquests dos braços lliuraven al rei. Les seves mesures funcionaren i la recaptació es va fer amb regularitat. Tal com s'observa a les cartes, Berenguer era plenament conscient de la misèria de la gent, oprimida per la pestai les càrregues fiscals, i aquest fet l'impulsava a combatre els qui, amb falsedats, amenaces i mentides es lucraven injustament, com el jueu Bonjuhà Benvenist. Per exemple, el 4 de juny de 1350 ordenà als batlles de la Bisbal d'Empordà, Bàscara, Rupià, Ultramort, Parlavà, Sant Sadurní de l'Heura i d'altres llocs que no obliguessin a pagar els deutes dels ciutadans contrets amb Duran Abraham i Abraham Maimó, jueus de Girona. Davant la seva energia, resolució i voluntat de negociació, el rei decidí, el 12 d'octubre, condonant les quantitats pendents de pagar del bisbat de Girona.
Berenguer de Cruïlles establí la recollida dels subsidis a través d'un síndic local que, amb permís del bisbe, alguna vegada havia d'acudir a l'ajut del braç secular del veguer per a fer pagar als morosos. Habitualment els síndics eren elegits en una votació que corresponia a tots o gairebé tots els veïns i el subsidi es repartia d'acord amb el poder adquisitiu de cadascú. Aquest fet, juntament amb el coneixement a través d'algun mètode que es desconeix, de la solvència de cadascú, facilitava la recaptació. El bisbe volgué que des del primer moment els homes d'església paguessin el fogatge a part. Consten documents que testimonien el restabliment d'impostos cobrats irregularment.

### Crisis bèl·liques
Les cartes donen testimoni de dos enfrontaments al Rosselló. L'abril del 1361 Joan d'Armanyac amenaçava d'envair el país mogut pel rei de Castella, situació que es resolgué després que el rei apel·lés a firmar la pau de Deça. L'estiu del mateix any els francesos tornaven a amenaçar el Rosselló, i fou Pere el Cerimoniós qui s'hi desplaçà amb l'exèrcit reial per utilitzar-ho d'excusa per no haver d'anar a ajudar els castellans en la croada contra Granada. Pere III es quedà diversos mesos a Perpinyà, des d'on atacà als castellans al baix Aragó el juny del 1362 després de tornar a cridar tothom a les armes, l'anomenat Princeps namque.
Malgrat els acords signats, davant les crides del rei a mobilitzar la població es coneix el sistema utilitzat a Amer per a seleccionar els qui anirien a lluitar. El bisbe s'adreçava a sis joves d'una vila, una vall o un castell i aquests feien una selecció: de cada vuit homes n'escollien un. El bisbe els demanava entregar la llista al capítol. Possiblement era la forma habitual d'actuar. Curiosament el bisbe criticava pràctiques similars de funcionaris reials com Guillem de Canet i Bernat Margarit, que a més d'allistar homes d'església es quedaven amb els seus diners, al març del 1362. En aquest cas Berenguer acabà cedint. I és que un conflicte com el que enfrontava el rei amb Castella no tenia precedents, s'havia d'aconseguir una mobilització mai vista.

## Mort i llegat
Possiblement un dels seus darrers actes oficials fou l'assistència a la reunió que el rei volgué tenir al Parlament per demanar ajuda contra els castellans. El dimarts 26 de juliol de 1362 morí a Barcelona, on s'havia hagut de traslladar per les responsabilitats polítiques que assumí. Va ser enterrat al Convent de Sant Francesc de Barcelona.
Pocs mesos abans de la seva mort va encarregar al prevere de la catedral de Girona, Guillem Bernat de Perles, la redacció d'un inventari dels feus episcopals i els delmes de tota la diòcesi. Berenguer de Cruïlles volia conèixer els titulars dels delmes i el seu valor per exigir-los el pagament d'una taxa quan els delmes canviessin de mans. Aquest llibre s'anomena Llibre verd dels feus i no s'enllestí fins al 1371, esdevenint una bona fotografia del delme a les més de 400 parròquies gironines d'aquell moment, molt valorat pels historiadors.
Entre els historiadors hi ha consens en considerar Berenguer de Cruïlles com el primer president de la Generalitat de Catalunya. Per a ressaltar la seva rellevància històrica fou instal·lada una placa commemorativa al Pati dels tarongers del Palau de la Generalitat de Catalunya. Mostrar aquest relleu fou un recurs habitual del president Artur Mas per a parlar als visitants de la història de la Generalitat de Catalunya.